# Børn i Nød
|  | Denne artikel er oprettet af botten Steenthbot ud fra en ekstern database. Den kan derfor have sproglige fejl eller mangler. Denne skabelon kan fjernes efter kontrol af indholdet. |

Børn i Nød er en dansk dokumentarfilm fra 1946 instrueret af Poul Bang.

## Handling
Et rystende dokument om det ødelagte Holland, hvorfra vi følger en bilkonvoj med børn, der er inviteret til Danmark af Red Barnet.
Filmen slutter med en indkopieret tekst af Tove Ditlevsen: "Men der er børn i Europas nat, mer' ramt end disse og mer' forladt. Og der er børn uden far og mor, som aldrig smiler og intet tror. Hjemløse skarer i krigens spor der kryber over en såret jord. Dyrt må de føle, hvad vi forbrød. Alverdens skændsel er Børn i Nød. Og ingen af os må finde fred, før vi har hjulpet hvert barn der led."
Dette er den stumme version af "Hollands børn" brugt i agitationsarbejdet for Red Barnet. Se mere på sculptingthepast.dk. (Webside ikke længere tilgængelig)